# Прудовая Поляна
Прудовая Поляна (Прудо-Поляна) — деревня в Шумячском районе Смоленской области России. Входит в состав Студенецкого сельского поселения. По состоянию на 2007 год постоянного населения не имеет.
Расположена в юго-западной части области в 26 км к северо-западу от Шумячей, в 22 км севернее автодороги А101 Москва — Варшава («Старая Польская» или «Варшавка»), на берегу реки Дунайка. В 26 км юго-восточнее деревни расположена железнодорожная станция Осва на линии Рославль — Кричев.

## История
В годы Великой Отечественной войны деревня была оккупирована гитлеровскими войсками в августе 1941 года, освобождена в сентябре 1943 года.